# Turn Back the Clock (album van Johnny Hates Jazz)
Turn Back the Clock is het debuutalbum van de Engelse muziekgroep Johnny Hates Jazz. Het album werd op 11 januari 1988 uitgebracht en telt 10 nummers.
Het album stond op de eerste plek in de UK Albums-hitlijst en op nummer 56 in de Amerikaanse Billboard 200. Ook in Nederland verkocht het album goed; het haalde negentien weken een notering in de voorloper van Album Top 100 met als hoogste notering plaats 3; in België haalde het geen notering. Het bevat de singles "Shattered Dreams", met Kim Wilde als achtergrondzangeres, "Foolish Heart", "I Don't Want to Be a Hero", "Turn Back the Clock", "Heart of Gold" en "Don't Say It's Love".

## Nummers
Het album bevat de volgende nummers die hoofdzakelijk door zanger Clark Datchler zijn geschreven:
| Nr. | Titel                                                           | Duur |
| --- | --------------------------------------------------------------- | ---- |
| 1.  | Shattered Dreams                                                | 3:24 |
| 2.  | Heart of Gold                                                   | 3:20 |
| 3.  | Turn Back the Clock                                             | 4:30 |
| 4.  | Don't Say It's Love                                             | 3:43 |
| 5.  | What Other Reason                                               | 3:20 |
| 6.  | I Don't Want to Be a Hero                                       | 3:37 |
| 7.  | Listen                                                          | 3:44 |
| 8.  | Different Seasons (C. Datchler, C. Hayes)                       | 3:31 |
| 9.  | Don't Let It End This Way                                       | 3:40 |
| 10. | Foolish Heart (C. Datchler, C. Hayes, M. Nocito, P. Thornalley) | 3:33 |

### Extra nummers
| Nr. | Titel                                    | Duur |
| --- | ---------------------------------------- | ---- |
| 11. | Heart of Gold (J. Mendelsohn Mix)        | 6:41 |
| 12. | Turn Back the Clock (J. Mendelsohn Mix)  | 7:03 |
| 13. | I Don't Want to Be a Hero (Extended Mix) | 6:36 |

| Nr. | Titel                                    | Duur |
| --- | ---------------------------------------- | ---- |
| 11. | Shattered Dreams (12" Extended Mix)      | 5:11 |
| 12. | Heart of Gold (Extended Mix)             | 6:42 |
| 13. | Turn Back the Clock (12" Extended Mix)   | 7:03 |
| 14. | Don't Say It's Love (Extended Mix)       | 6:36 |
| 15. | Foolish Heart (12" Mix)                  | 5:50 |
| 16. | Turn Back the Clock (Unreleased Version) | 4:35 |

## Medewerkers
- Clark Datchler – zang
- Mike Nocito - gitaren, basgitaar, productie
- Calvin Hayes - keyboards, drums, productie
- Phil Thornalley - productie

Additionele medewerkers
- Julian Mendelsohn, Bob Kraushaar, Greg Jackman - mixage
- Stevie Lange, Miriam Stockley, Kim Wilde - achtergrondzang
- Molly Duncan, Martin Drover, Neil Sidewell - hoorn
- Peter-John Vettese - keyboards
- Chris Newman - Fairlight CMI
- Anne Dudley - strijkersarrangement
- Kevin Metcalfe - mastering